# Lynda Marlène Gauzé
Lynda Marlène Gauzé (* 11. Juni 1990 in Abidjan) ist eine ivorische Fußballspielerin.

## Karriere

### Verein
Gauze spielt in der höchsten ivorischen Frauenliga für den Stella Club d’Adjamé.

### Nationalmannschaft
Seit 2010 steht sie im Kader der Ivorische Fußballnationalmannschaft der Frauen und wurde am 26. Oktober 2012 für den Coupe d’Afrique des nations féminine de football nominiert.